# Laborec
El Laborec és un riu a l'Eslovàquia oriental que travessa els districtes de Medzilaborce, Humenné i Michalovce a la regió de Košice, i la regió de Prešov. El riu drena les terres altes de Laborec. Té una llargada de 126 km i la mida de la conca és de 4523 km².